# 张千秋
张千秋（?—?），京兆尹杜陵县（今陕西省西安市东南）人，西汉政治人物。御史大夫张汤之孙，张安世的长子。

## 生平
汉宣帝时，张千秋和弟弟张延寿、张彭祖任中郎将侍中，张千秋与霍光子霍禹都担任中郎将，一同率兵随度辽将军范明友攻打乌桓。回来后，回报大将军霍光，霍光问张千秋战斗方略，山川形势，张千秋答对兵事，画地成图，所叙述的没有忘记忽略。霍光再问霍禹，霍禹记不得，回答：“都有文书。”霍光于是认为张千秋贤能，霍禹为不材，叹道：“霍氏世衰，张氏兴矣！”

## 家族
- 张千秋世系图